# Mats Gabrielsson
Mats Helmer Stefanus Gabrielsson, född 29 mars 1950, är en svensk entreprenör, IT-pionjär och riskkapitalist.

## Biografi
Gabrielsson är uppväxt i Göteborg, gjorde tidigt i ungdomsåren affärer och lyckades bland annat få sin egen travtidning distribuerad av Pressbyrån. Han har en examen från Handelshögskolan i Stockholm som civilekonom, men valde även att studera dataprogrammering..
Gabrielsson köpte Diehl Datatronic, ett företag i minidatorbranschen, för en krona när det var på väg gå i konkurs 1978. Hans företag Datatronic hade 1983 80% av den svenska hemdatormarknaden. Datatronic köpte 1984 den förlustdrabbade amerikanska datortillverkaren Victor Technologies, lyckades få bolaget på fötter, och två år senare sålde Datatronic datorer för 50 miljoner kronor och omsatte året därpå ca 250 miljoner kronor. 1984 utsågs Handic Software, ett dotterföretag till Datatronic, till årets exportföretag. 1988 sålde Gabrielsson Victor Technologies, som då hade en omsättning på cirka 2 miljarder kr, till Tandy.
Sedan slutet av 1980-talet driver han investmentföretaget Gabrielsson Invest AB (GIAB). Totalt är han majoritets- eller helägare i 36 bolag, bland annat i cleantech-bolaget Opcon, där han är dominerande ägare och sitter i bolagets styrelse. Han var länge delägare i Borås Wäfveri som hade runt 600 anställda i Estland och Sverige men som försattes i konkurs under 2010. När han fick frågan om han ångrade att han inte lämnade Borås Wävferi tidigare så svarade han "Jag investerar långsiktigt".  GIAB var även ägare av rättigheterna till MNWs musikkatalog, men är nu sålt till Universal. Genom GIAB äger han tandvårdskliniken CityDental som finns i Stockholm, bevakningsföretaget Rapid Larmcentral AB, golfbanebolaget TopTee och Bofast AB som har bostäder och lokaler i Mellan-Sverige.
GIAB har främst fyra affärsområden : Nyföretagande, Fastigheter, Tjänster och Industri&Handel. Även om Gabrielsson mest investerar inom Sverige så kan man hitta mer internationella satsningar,  bland fastigheterna finns det ett lägenhetshotell, Coral Plaza, i Natal, Brasilien och under nyföretagande hittar man Yummix som producerar en ny risprodukt för den thailändska marknaden. GIAB äger även markområden i Estland, dels inne i Tallinn som har varit under detaljplanering för bostäder och den f.d. textilfabriken Kreenholm i Narva även där planeras ett utvecklingsprojekt under namnet Narva Gate.
Privat är han en stor traventusiast och äger själv 132 travhästar, varav de flesta är egen uppfödning. Gabrielsson är även delägare i Tallinns travbana i Estland och äger en jordbruksfastighet utanför. Gabrielsson har länge varit involverad i Estland, och var med och hjälpte till att flytta Borås Wäfveris produktion till Kreenholm i Narva. Där hela fabriken fick organiseras om från den tidigare sovjetiska planekonomin till ett mer marknadsekonomiskt system.
Gabrielsson medverkade 2009 och 2010 som en av de fem drakarna i SVT:s TV-program Draknästet. Han är fortfarande aktiv ägare i minst två av investeringarna som gjordes under Draknästet. Främst Sqore (som då presenterades som Studentcompetition) och Inerventions, båda bolagen har tagit in nya investeringar, senast var det Sqore som tog in 29 miljoner SEK från Northzone
Gabrielsson är gift och har två döttrar med sin nuvarande fru, han har också en son och en dotter från tidigare äktenskap.

### Fotnoter
1. ↑  ”Stockpicker”. www.stockpicker.se. http://www.stockpicker.se/ViewArticle.aspx?PageId=898. Läst 13 november 2015.
2. ↑  https://computersweden.idg.se/2.2683/1.231665/drake-med-rotter-i-it-branschen
3. ↑  "Hemdator - en värdelös julklapp", Marianne Hühne, Aftonbladet 27 Nov 1983
4. ↑  ”IDG”. https://computersweden.idg.se/2.2683/1.513432/sa-blev-datorn-var-mans-egendom. Läst 15 mars 2019.
5. ↑  http://giab.se/mats-gabrielsson/
6. ↑  https://www.cbronline.com/news/tandy_to_buy_victor_technologies_from_datatronic/
7. ↑  ”Borås Wäfveri i konkurs”. Avanza. Arkiverad från originalet den 25 maj 2012. https://archive.is/20120525213626/https://www.avanza.se/aza/press/press_article.jsp?article=174003. Läst 5 mars 2011.
8. ↑  ”Mats Gabrielsson: "Min aktie- strategi är extremt lyckosam" | Placera”. www.avanza.se. https://www.avanza.se/placera/redaktionellt/2007/05/31/mats-gabrielsson-min-aktie-strategi-ar-extremt-lyckosam.html. Läst 13 november 2015.
9. ↑  ”Affärsområden”. www.giab.se. Arkiverad från originalet den 17 november 2015. https://web.archive.org/web/20151117015822/http://www.giab.se/affarsomraden-2. Läst 13 november 2015.
10. ↑  ”Yummix”. www.giab.se. Arkiverad från originalet den 17 november 2015. https://web.archive.org/web/20151117020542/http://www.giab.se/nyforetagande/yummix. Läst 13 november 2015.
11. ↑  ”Narva Gate PDF”. Arkiverad från originalet den 6 mars 2016. https://web.archive.org/web/20160306132915/http://www.narvagate.eu/new-narva/NG_apr2013.pdf. Läst 13 november 2015.
12. ↑  Aftonbladet, läst 2010-12-04
13. ↑  ”Mats Gabrielsson - Entreprenör24”. Entreprenor24. Arkiverad från originalet den 17 november 2015. https://web.archive.org/web/20151117032135/http://entreprenor24.se/mats-gabrielsson/. Läst 13 november 2015.
14. ↑  ”Mångmiljonregn över Sqore - Northzone investerar i svenska startup-bolaget”. IDG.se. https://google.com/+IdgSe. http://www.idg.se/2.1085/1.611859/sqore-northzone. Läst 13 november 2015.[död länk]